# Radu Marian
Radu Marian (* 1977 in der Moldauischen Sozialistischen Sowjetrepublik, Sowjetunion) ist ein moldauischer männlicher Sopranist. Sein Stimmfach entspricht dem eines Sopran-Kastraten. 

## Leben
Marian entstammt einer Künstlerfamilie. Sein außerordentliches musikalisches Talent zeigte sich bereits bei dem Siebenjährigen, als er die zweite Arie der Königin der Nacht (Der Hölle Rache kocht in meinem Herzen) aus Mozarts Oper Die Zauberflöte in französischer Sprache interpretierte. Seine Gesangs- und Musikstudien (Klavier) setzte Marian in Moskau und an der Musikakademie in Bukarest fort und erwarb sein Konzertexamen mit Auszeichnung. 
Marian erhielt ein Stipendium des Landes Moldau und erhielt unter Flavio Colusso weiterführenden Unterricht in Italien. Sein Repertoire umfasst Kantaten, die für Soprane geschrieben wurden, etwa von Georg Friedrich Händel, Giovanni Bononcini, Giacomo Carissimi und Girolamo Frescobaldi, darüber hinaus aber auch das Repertoire der eigentlichen Kastraten. Der bekannte Dirigent und Barockspezialist Flavio Colusso stellt fest, dass Radu Marian ein Sopranist ist, dessen Stimme völlig anders als jene von Countertenören und Sopranistinnen klingt.
Er verfügt über eine natürliche – nicht durch Falsett erzeugte – Sopranstimme mit einer Tessitura vom eingestrichenen bis dreigestrichenen C, die sich insbesondere für die Interpretation von Barockmusik eignet. Marian ist quasi ein „endokrinologischer Kastrat“, durch hormonelle Umstände kam er nie in den Stimmbruch.